# Strophanthus gratus
Strophanthus gratus (Wall. & Hook.) Baill., 1888 è una pianta appartenente alla famiglia Apocynaceae, diffusa in Africa.

## Distribuzione e habitat
La specie è diffusa nella fascia tropicale dell'Africa centro-occidentale (Camerun, Costa d'Avorio, Repubblica Centrafricana, Repubblica del Congo, Repubblica Democratica del Congo, Gabon, Ghana, Guinea, Liberia, Nigeria, Senegal, Sierra Leone).

## Usi
Questa specie contiene glucosidi cardioattivi in misura del 4-8%, tra cui la strofantina G, usata nel trattamento dell'insufficienza cardiaca; questa sostanza, iniettata per via endovenosa, agisce in fretta perché polare.